# Philippe Berthet
Philippe Berthet   (Thorigny-sur-Marne, 22 de setembre de 1956) és un autor de còmics. El seu estil adscrit a la línia clara es caracteritza per l'estètica vintage, l’elegant sentit de l’enquadrament a les vinyetes i les seves heroïnes glamuroses.

## Biografia
Després d'estudiar batxillerat, es va iniciar en el món del còmic el 1974 passant per l'Escola de les Arts gràfiques de l'Institut Saint-Luc (Brussel·les).
El seu primer treball publicat a Dupuis, Couleur Café (1981) el protagonitza l’investigador Lloyd, un dandy belga dels anys vint. Mortes Saisons (1985) agrupa dues histories de gènere fantàstic escrites per Andreas publicades inicialment a Spirou. L'any 1985, va dibuixar Le Privé d'Hollywood(versió en català: "El detectiu de Hollywood"), escrita per Bocquet. La sèrie consta de tres àlbums i relata les investigacions del detectiu Hyppolyte Fynn durant la dècada del 1940 a Los Angeles. Tot seguit aparegué La Dame, le cygne et l'ombre, antologia de tres histories ambientades també a Hollywood. i el thriller de suspens L'Œil du Chasseur. Igualment amb rerefons de l'Amèrica profunda, publica Sur la Route de Selma (1991), que aborda la segregació racial El mateix Berthet signa l'one shot Halona (1993). Escrit per Philippe Foerster publica Prairie Dogs, (1996), un western crepuscular sobre les cartes de Calamity Jane a la seva filla.
Entre els anys 1994 i 2005, va crear la sèrie Pin-Up, amb guió de Yann. La sèrie segueix les aventures de Dottie, una noia sexi i ingènua convertida en pin-up i femme fatale pels avatars de la vida. La sèrie de tres cicles i amb 9 volums, transita des de la segona guerra mundial, passant per la guerra freda i arribant fins a Las Vegas dels anys 70. Els dos autors aprofiten la mateixa formula d’èxit a Les exploits de Poison Ivy (2006-2008) de tres volums. L'any 2011, creen un desè volum en un àlbum flashback que es desenvolupa l'any 1946, aquesta vegada a Hollywood, moment en què es troben Dottie i el mateix Alfred Hitchcock.
Berthet uneix forces amb el guionista Fred Duval per crear les aventures d'una súper espia futurista, Nico (2010-2012). El 2009 va dibuixar Irina, el segon volum de XIII Mystery, un spin-off de la famosa sèrie XIII. L’any 2014 surt Perico, un díptic amb guió de Régis Hautière, on els lectors viatgen a la Cuba de 1958, mesos abans de la revolució castrista. Amb guió de Zidrou, apareix Le Crime qui est le tien, un thriller del 2015. L’any 2017, publica Motorcity, thriller nòrdic escrit per Sylvain Runberg. El mateix any va rebre dos premis: el Grand Prix Diagonale BD i el Premi Saint-Michel. El 2018, apareix un nou thriller ambientat a Barcelona, The Art of Dying, amb guió de Raule (Raul Ansina Arsís). Seguirà, A l'altre costat de la frontera (2020) un thriller amb aires de western inspirat en Georges Simenon. L’any següent publica Vanka 1848, primer volum de la trilogia preqüela de les aventures de Largo Winch titulat La Fortune des Winczlav, amb guió de Jean Van Hamme.

## Obres
- Couleur Café, Dupuis 1983

- Le Privé d'Hollywood, amb José-Louis Bocquet et François Rivière, Dupuis / Editorial Joventut

1. Le Privé d'Hollywood, 1985
2. Amérika, 1986
3. Retour de flamme, 1990

- Mortes Saisons, amb Andreas, Dupuis 1985
- L'Oeil du Chasseur, amb Philippe Foerster, Dupuis 1989
- La Dame, le cygne et l'ombre, amb Dominique David, Dupuis 1989
- Sur la route de Selma, amb Tome, Dupuis / Ediciones B 1991
- Halona, Dupuis 1993

- Pin-up, amb Yann, Dargaud / Norma

1. Remember Pearl Harbor, 1994
2. Poison Ivy, 1995
3. Flying Dottie, 1995
4. Blackbird, 1998
5. Colonel Abel, 1999
6. Gladys, 2000
7. Las Vegas, 2001
8. Big Bunny, 2002
9. Venin, 2005
10. Le dossier Alfred H., 2011

- Chiens de prairie, amb Philippe Foerster, Delcourt / Norma 1996

- Yoni, amb Yann, Dupuis 2004

1. Dollymorphing
2. Bienvenue en zone TAZ

- Les Exploits de Poison Ivy amb Yann, Dargaud / Norma

1. Fleur de Bayou, 2006
2. Tigresses volantes, 2007
3. Baraka à Bir Hakeim, 2008

- XIII Mystery, amb Éric Corbeyran, Dargaud / Norma 2009

- Nico, amb Fred Duval, Dargaud

1. Atomium-express, 2010
2. Operation Caraïbes, 2010
3. Femmes Fatales, 2012

- Perico, Régis Hautière, Dargaud / Norma 2014

- Le crime qui est le tien, amb Zidrou, Dargaud / Norma 2015
- Motorcity, amb Sylvain Runberg, Dargaud / Norma 2017
- L'Art de Mourir, amb Raule, Dargaud / Norma 2018
- De l’autre côte de la frontière, amb Jean-Luc Fromental, Dargaud 2020

- La Fortune des Winczlav, amb Jean Van Hamme, Dupuis

1. Vanko 1848, 2021
2. Tim & Lisa 1910, 2022